# Sandy van Ginkel
Harmen Peter Daniel („Sandy“) van Ginkel, CM, (* 10. Februar 1920 in Amsterdam; † 6. Juli 2009 in Toronto, Ontario) war ein niederländisch-kanadischer Stadtplaner, Architekt und Bildhauer. Er war einer der ersten Architekten, der in Kanada die Prinzipien der Moderne anwendete und gilt als wichtiger Wegbereiter für das vielbeachtete Wohnbauprojekt Habitat 67.

## Leben
Sandy van Ginkel studierte an der Elckerlyc Academy in Amsterdam Architektur und Soziologie an der Universität Utrecht. Während des Zweiten Weltkrieges war er im niederländischen Widerstand aktiv. Sein Studium beendete er während der deutschen Besatzung, verweigerte aber die Annahme seines Diploms, weil er kein von Nationalsozialisten ausgestelltes Dokument besitzen wollte.
Nach dem Studium arbeitete er zusammen mit Aldo van Eyck als Architekt in Schweden, Irland und den Niederlanden und hatte sein eigenes Büro in Amsterdam. 1953 traf er auf der Congrès International d’Architecture Moderne in Frankreich seine zukünftige Frau Blanche Lemco. 1957 zogen beide ins kanadische Montreal, wo beide ein Architektur- und Planungsbüro gründeten. Er profitierte von der dynamischen Stadtentwicklung, so dass er an vielen Aufträgen und Projekten mitwirken konnte. Zu seinen ersten Aufträgen zählte die Neugestaltung des Bowring Park in St John’s. Er setzte sich maßgeblich für den Erhalt der Montrealer Altstadt ein, die im Zuge der Stadterneuerung teilweise wegen einer Stadtautobahn geopfert werden sollte. In den Jahren 1958/59 fertigte er eine Studie zum Hafengelände. Anfang der 1960er Jahre legte er Pläne zur Neugestaltung der Montrealer Innenstadt vor und war von 1962 bis 1967 an der Planung und Design der Expo 67 beteiligt. Moshe Safdie, der Architekt des Wohnbauprojektes Habitat 67 für die Weltausstellung, nennt ihn als wichtigen Wegbereiter seines Projekts.
Van Ginkels beeinflusste mit seinen Arbeiten Entwicklungen in Nordamerika und Asien. Bemerkenswert ist, dass er für die Verkehrsplanung in Manhattan einen Minibus entwarf, der ihm zu Ehren als Ginkelvan bezeichnet wurde. Er publizierte diverse Fachartikel und hielt Vorträge zu verschiedenen Themen. Im Jahr 1986 erhielt er eine Professur für Architektur an der University of Virginia. Im Jahr 1977 zog er nach Toronto und widmete sich von 1989 an vorwiegend der Bildhauerei.
Für seine Arbeit erhielt van Ginkel 2003 den Order of Urbanists of Quebec für seinen Einsatz die Stadt Montreal weiterzuentwickeln und gleichzeitig das Erbe zu wahren. 2007 wurde er Companion des Order of Canada.
Sein umfangreicher Nachlass liegt bei dem Centre Canadien d’Architecture in Montréal und wird dort über die Suchmaschine erschlossen.